# Nauener Tor

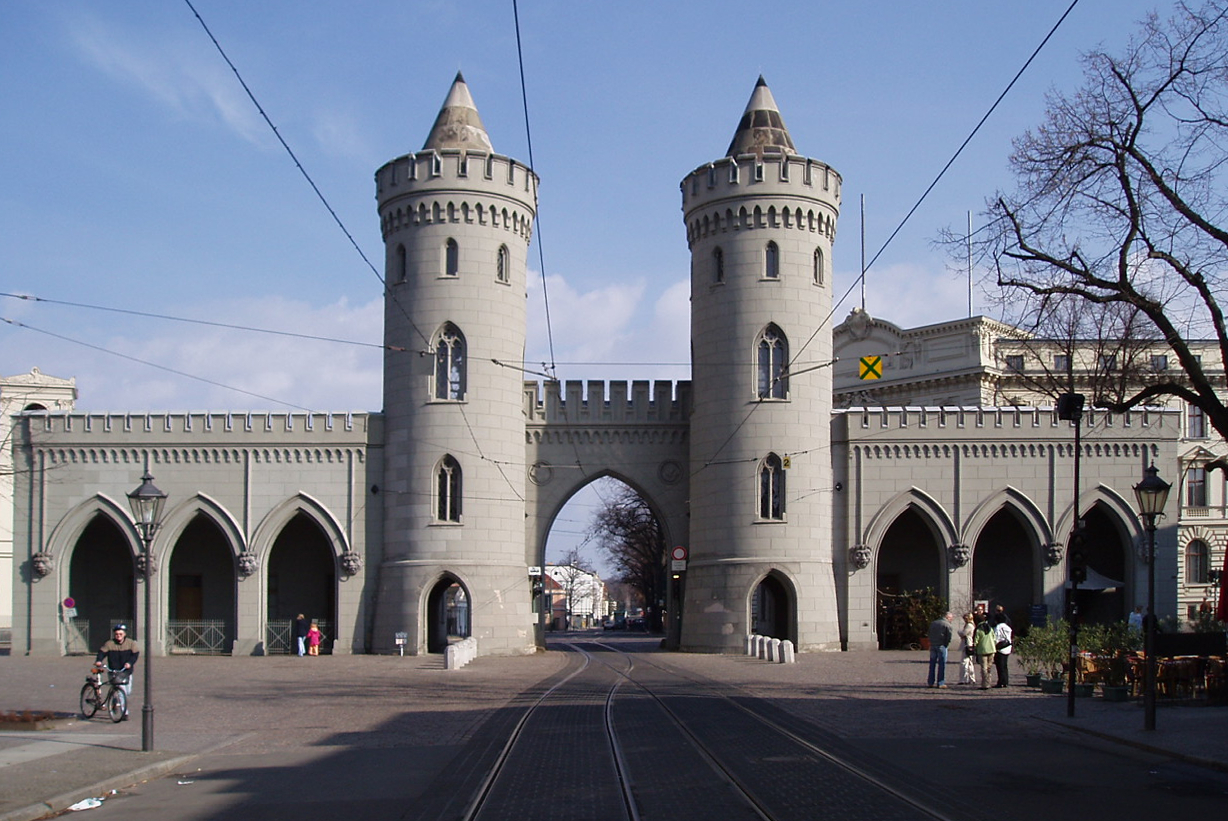
Nauener Tor (Südseite)

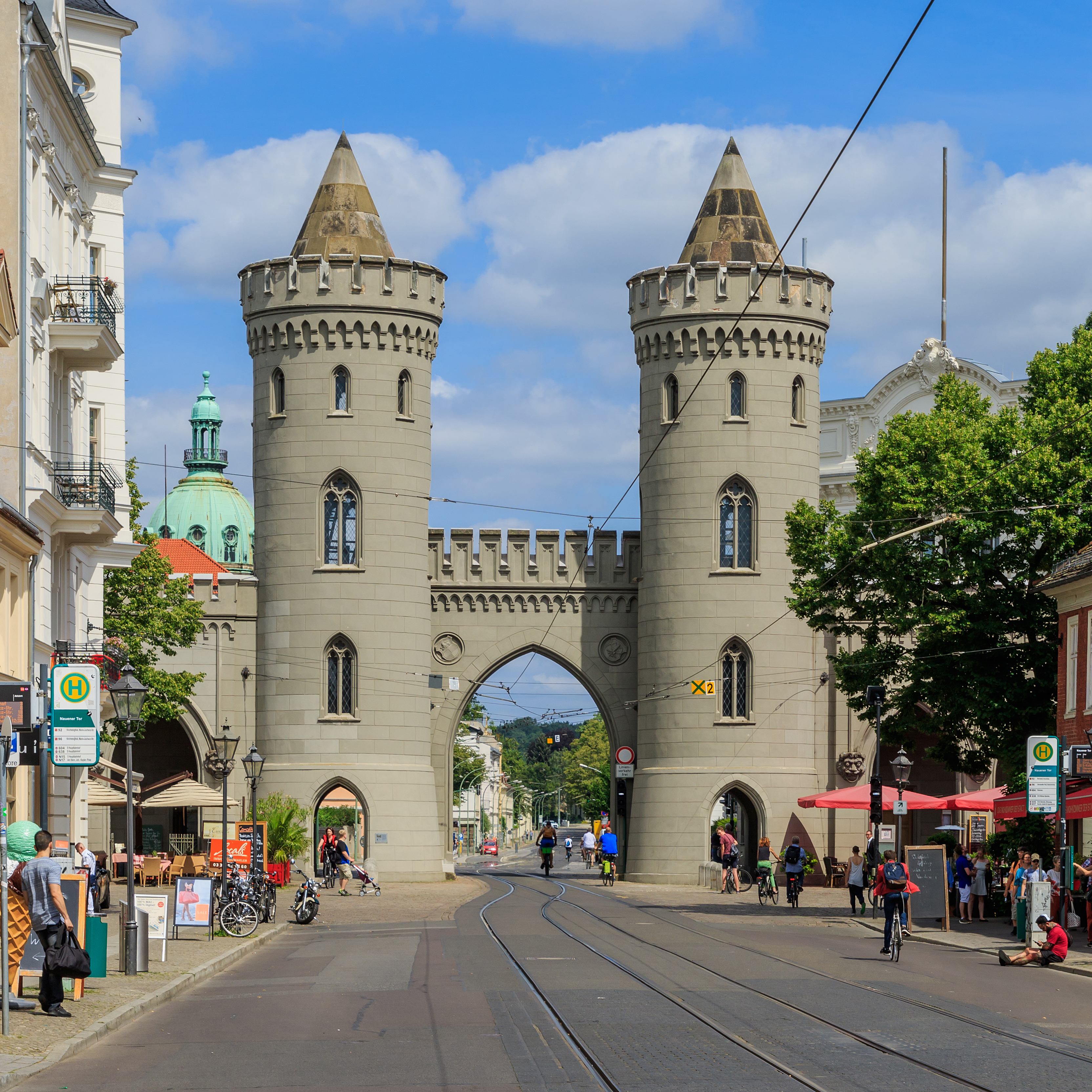
Torportal (Südseite)

Das Nauener Tor ist eines der drei erhaltenen Stadttore von Potsdam. Es wurde 1754/1755 erbaut und gilt als erstes Bauwerk neugotischen Stils in Kontinentaleuropa.
Im Jahr 1722 wurde etwa 400 Meter vom heutigen Standort entfernt während der sogenannten I. Barocken Stadterweiterung das erste Nauener Tor als eines der insgesamt fünf in der Stadtmauer befindlichen Stadttore gebaut. 1733 entstand während der II. Barocken Stadterweiterung ein neues Tor 20 Meter vor dem heutigen Platz. 1754/1755, also 20 Jahre vor dem eigentlichen Beginn der Neugotik auf dem Kontinent, entstand nach einer Skizze König Friedrichs II. durch den Architekten Johann Gottfried Büring mit dem Nauener Tor in Potsdam eine Architektur in gotischen Formen.
Für die erste Ausgabe seiner eigenen Schriftwerke ließ der König 1750 Illustrationen von dem bedeutenden Stecher Georg Friedrich Schmidt anfertigen. Die Vignette zur „Eloge de Jordan“ des dritten Bandes zeigt im Hintergrund eine von Kolonnaden gesäumte Stadtmauer, die durch ein von Rundtürmen mit Spitzhelmen flankiertes Tor unterbrochen wird.
1867–1869 wurde dieses Tor durch König Wilhelm I. in seine heutige Gestalt umgebaut.

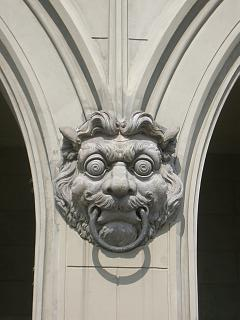
Einer der Löwenköpfe auf der Südseite

Auf der Suche nach einem Vorbild wurde Inveraray Castle in Schottland erwähnt, aber dessen Türme besaßen im 18. Jahrhundert noch keine Kegeldächer. Erst nach einem Brand im Jahr 1877 wurden dem Schloss Inveraray Castle (ursprüngliches Baujahr: 1457) bei den Reparaturarbeiten neue architektonische Elemente hinzugefügt: So erhielten die Ecktürme zum Beispiel jetzt erst die Kegelhelme.

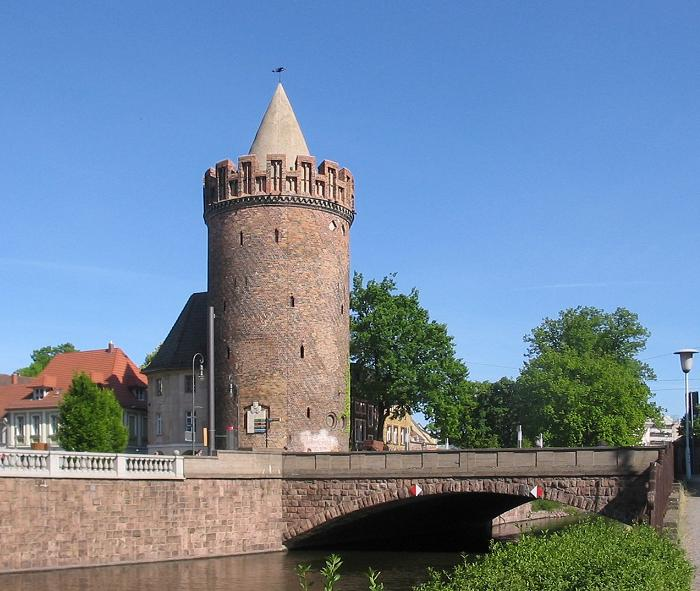
Steintorturm in Brandenburg

Es gibt aber im Umkreis von Potsdam wenigstens einen runden Torturm mittelalterlicher Gotik mit Zinnenkranz und überragendem steilen Kegeldach, den Steintorturm in Brandenburg an der Havel.
Errichtet als Teil der Potsdamer Stadtmauer des 18. Jahrhunderts, ähnelte das Nauener Tor mit zunächst dem westlich nächstgelegenen Jägertor. Außerdem gehörten zu dieser Mauer Brandenburger Tor am Luisenplatz und das Berliner Tor an der Poststraße nach Berlin. Im Verlauf der nicht erhaltenen Stadtmauer verbindet heute eine Promenade Nauener Tor, Jägertor und Brandenburger Tor. Das Nauener Tor steht in unmittelbarer Nähe zum Holländischen Viertel. Nutzer der Nebengebäude waren das Militär und Händler, Handwerker und Verwaltungen. Zeitweise beherbergte eines ein Restaurant. Der Platz vor dem Nauener Tor wurde seit der letzten Renovierung des Tores in Verbindung mit einer Umgestaltung der Verkehrsführung 1996 touristisch aufgewertet.
Die Gleise der Straßenbahn führen weiterhin direkt durch das Nauener Tor. Im deutschsprachigen Raum gibt es nur noch zwei andere Städte mit derartigen Tordurchfahrten; die Straßenbahn in Freiburg im Breisgau fährt durch das Schwabentor, das Martinstor und das Günterstäler Tor, die Straßenbahn Bern durch den Käfigturm.

## Einzelnachweis / Quellenangabe
1. ↑  Friedrich Mielke: „Potsdamer Baukunst – das klassische Potsdam“, Propyläen Verlag; 2. Auflage 1991 Ullstein
2. ↑  Alfred Hagemann: Das Nauener Tor in Potsdam – Der »roi philosophe« und das Gothic Revival. 2012, abgerufen am 6. März 2012.

Koordinaten: 52° 24′ 12,4″ N, 13° 3′ 28,2″ O